# 奧霍阿馬里洛 (新墨西哥州)
奧霍阿馬里洛（英語：Ojo Amarillo）是位於美國新墨西哥州聖胡安縣的普查規定居民點。

## 人口
根據2020年美國人口普查的數據，奧霍阿馬里洛的面積為5.09平方千米，皆為陸地。當地共有人口696人，而人口密度為每平方千米136.74人。